# Start Łódź (piłka nożna)
SKS Start Łódź – klub piłkarski, założony w 1953 roku w Łodzi.

## Informacje ogólne
- Pełna nazwa: Spółdzielczy Klub Sportowy Start Łódź
- Rok założenia: 1953
- Adres: ul. św. Teresy od Dzieciątka Jezus 56/58; 91-348 Łódź
- Barwy: czerwono-biało-czarne
- Obiekt: Stadion Startu[1]

## Sukcesy
- 12 sezonów w rozgrywkach II ligi (dziś I)

## Historia
Sekcja powstała wraz z założeniem klubu w 1953 roku. W 6 lat później piłkarze z Bałut (dzielnica Łodzi) awansowali do III ligi. W sezonie 1962/1963 po raz pierwszy zagrali w II lidze. W następnym osiągnęli najlepszy wynik w historii, zajmując na koniec rozgrywek wysokie 3. miejsce w tabeli, przegrywając walkę o awans do ekstraklasy w ostatniej kolejce.
Start grał w II lidze do 1972 roku (z krótką przerwą w sezonie 1969/1970). Powrócił do niej jeszcze dwukrotnie – w 1977 i 1984 roku. Do końca XX stulecia grał przeważnie na poziomie centralnym rozgrywek ligowych w Polsce. Po raz ostatni gościł w III lidze w sezonie 1999/2000. Sekcja seniorów działała w klubie jeszcze przez 10 lat, kiedy to po zakończeniu rozgrywek w lidze okręgowej (6. poziom) działacze zadecydowali o wycofaniu drużyny z rywalizacji ligowej, jednakże w sezonie 2014/2015 doszło do reaktywacji drużyny seniorów i zgłoszenia jej do Klasy A. Po sezonie 2023/2024 klub zajął miejsce spadkowe i ponownie wycofano drużynę z rozgrywek.

### Rozgrywki ligowe
- Ostatnie sezony w wykonaniu seniorów

| Sezon   | Liga                                | Pozycja                             | Punkty                              | Bramki                              | Uwagi                               |
| ------- | ----------------------------------- | ----------------------------------- | ----------------------------------- | ----------------------------------- | ----------------------------------- |
| 1953    | brak danych                         |                                     |                                     |                                     |                                     |
| 1954    | brak danych                         |                                     |                                     |                                     |                                     |
| 1955    | Klasa A                             | -/-                                 | -                                   | -:-                                 | awans                               |
| 1956    | III liga (grupa VIII)               | 7/14                                | 25                                  | 49:43                               |                                     |
| 1957    | III liga (grupa VIII)               | 7/14                                | 25                                  | 56:60                               |                                     |
| 1958    | III liga (grupa VIII)               | 1/12                                | 31                                  | -:-                                 | [ 5 ]                               |
| 1959    | Liga Okręgowa (grupa łódzka)        | 3/12                                | 25                                  | 31:31                               |                                     |
| 1960    | Liga Okręgowa (grupa łódzka)        | 5/12                                | 24                                  | 53:33                               |                                     |
| 1960/61 | Liga Okręgowa (grupa łódzka)        | 5/12                                | 24                                  | 38:36                               |                                     |
| 1961/62 | Liga Okręgowa (grupa łódzka)        | 1/12                                | 36                                  | 78:25                               | awans                               |
| 1962/63 | II liga                             | 11/16                               | 28                                  | 34:41                               |                                     |
| 1963/64 | II liga                             | 3/16                                | 39                                  | 41:31                               | [ 7 ]                               |
| 1964/65 | II liga                             | 10/16                               | 28                                  | 29:36                               |                                     |
| 1965/66 | II liga                             | 9/16                                | 29                                  | 24:25                               |                                     |
| 1966/67 | II liga                             | 12/16                               | 27                                  | 27:35                               |                                     |
| 1967/68 | II liga                             | 12/16                               | 28                                  | 34:31                               |                                     |
| 1968/69 | II liga                             | 15/16                               | 24                                  | 32:35                               | spadek                              |
| 1969/70 | III liga (grupa III)                | 1/17                                | 51                                  | 82:21                               | awans                               |
| 1970/71 | II liga                             | 12/16                               | 29                                  | 31:34                               |                                     |
| 1971/72 | II liga                             | 14/16                               | 25                                  | 32:39                               | spadek                              |
| 1972/73 | III liga (grupa III)                | 5/16                                | 38                                  | 39:26                               | [ 8 ]                               |
| 1973/74 | Liga Okręgowa (okręg łódzki)        | 1/16                                | 50                                  | 66:13                               | [ 9 ]                               |
| 1974/75 | Liga Okręgowa (okręg łódzki)        | 1/14                                | 42                                  | 53:18                               | [ 10 ]                              |
| 1975/76 | Liga Okręgowa (okręg łódzki)        | 4/14                                | 31                                  | 36:16                               |                                     |
| 1976/77 | III liga (grupa VIII)               | 1/14                                | 44                                  | 58:19                               | awans                               |
| 1977/78 | II liga gr. północna                | 13/16                               | 25                                  | 27:47                               | spadek                              |
| 1978/79 | III liga (grupa VIII)               | 6/14                                | 28                                  | 44:33                               |                                     |
| 1979/80 | III liga (grupa VIII)               | 10/12                               | 18                                  | 23:30                               | spadek                              |
| 1980/81 | Klasa Okręgowa (grupa łódzka)       | -/-                                 | -                                   | -:-                                 |                                     |
| 1981/82 | Klasa Okręgowa (grupa łódzka)       | -/-                                 | -                                   | -:-                                 | awans                               |
| 1982/83 | III liga (grupa IV)                 | 2/14                                | 39                                  | 67:15                               |                                     |
| 1983/84 | III liga (grupa IV)                 | 1/16                                | 53                                  | 70:15                               | awans                               |
| 1984/85 | II liga gr. wschodnia               | 6/16                                | 31                                  | 39:32                               |                                     |
| 1985/86 | II liga gr. wschodnia               | 13/16                               | 27                                  | 32:43                               | spadek                              |
| 1986/87 | III liga (grupa IV)                 | 10/14                               | 22                                  | 33:37                               |                                     |
| 1987/88 | III liga (grupa IV)                 | 13/14                               | 18                                  | 22:36                               | spadek                              |
| 1988/89 | Klasa Okręgowa (grupa łódzka)       | -/-                                 | -                                   | -:-                                 |                                     |
| 1989/90 | brak danych                         |                                     |                                     |                                     |                                     |
| 1990/91 | brak danych                         |                                     |                                     |                                     |                                     |
| 1991/92 | brak danych                         |                                     |                                     |                                     |                                     |
| 1992/93 | brak danych                         |                                     |                                     |                                     |                                     |
| 1993/94 | brak danych                         |                                     |                                     |                                     |                                     |
| 1994/95 | Klasa Okręgowa (grupa łódzka)       | -/-                                 | -                                   | -:-                                 | awans                               |
| 1995/96 | III liga (grupa III)                | 3/18                                | 69                                  | 78:38                               |                                     |
| 1996/97 | III liga (grupa III)                | 3/17                                | 47                                  | 48:43                               |                                     |
| 1997/98 | III liga (grupa I)                  | 6/18                                | 48                                  | 48:31                               |                                     |
| 1998/99 | III liga (grupa I)                  | 13/17                               | 40                                  | 31:37                               |                                     |
| 1999/00 | III liga (grupa III)                | 16/17                               | 37                                  | 36:63                               | spadek                              |
| 2000/01 | IV liga (grupa łódzka)              | 11/20                               | 50                                  | 54:63                               |                                     |
| 2001/02 | IV liga (grupa łódzka)              | 7/18                                | 54                                  | 77:55                               |                                     |
| 2002/03 | IV liga (grupa łódzka)              | 18/18                               | 24                                  | 30:60                               | spadek                              |
| 2003/04 | Liga okręgowa (grupa Łódź II)       | 2/13                                | 58                                  | 90:22                               |                                     |
| 2004/05 | Klasa okręgowa (grupa Łódź)         | 2/18                                | 74                                  | 83:43                               | awans                               |
| 2005/06 | IV liga (grupa łódzka)              | 18/18                               | 21                                  | 34:73                               | spadek                              |
| 2006/07 | Klasa okręgowa (grupa Łódź)         | 8/16                                | 38                                  | 40:44                               |                                     |
| 2007/08 | Klasa okręgowa (grupa Łódź)         | 8/18                                | 50                                  | 63:74                               | spadek                              |
| 2008/09 | Klasa okręgowa (grupa Łódź)         | 15/19                               | 41                                  | 67:83                               |                                     |
| 2009/10 | Klasa okręgowa (grupa Łódź)         | 17/18                               | 22                                  | 63:121                              | spadek                              |
| 2010/11 | Klub nie brał udziału w rozgrywkach | Klub nie brał udziału w rozgrywkach | Klub nie brał udziału w rozgrywkach | Klub nie brał udziału w rozgrywkach | Klub nie brał udziału w rozgrywkach |
| 2011/12 | Klub nie brał udziału w rozgrywkach | Klub nie brał udziału w rozgrywkach | Klub nie brał udziału w rozgrywkach | Klub nie brał udziału w rozgrywkach | Klub nie brał udziału w rozgrywkach |
| 2012/13 | Klub nie brał udziału w rozgrywkach | Klub nie brał udziału w rozgrywkach | Klub nie brał udziału w rozgrywkach | Klub nie brał udziału w rozgrywkach | Klub nie brał udziału w rozgrywkach |
| 2013/14 | Klub nie brał udziału w rozgrywkach | Klub nie brał udziału w rozgrywkach | Klub nie brał udziału w rozgrywkach | Klub nie brał udziału w rozgrywkach | Klub nie brał udziału w rozgrywkach |
| 2014/15 | Klasa A (grupa Łódź I)              | 2/12                                | 45                                  | 58:37                               | awans                               |
| 2015/16 | Klasa okręgowa (grupa Łódź)         | 16/16                               | 24                                  | 45:98                               | spadek                              |
| 2016/17 | Klasa A (grupa Łódź I)              | 11/14                               | 24                                  | 45:73                               |                                     |
| 2017/18 | Klasa A (grupa Łódź I)              | 14/14                               | 15                                  | 34:112                              | [ 15 ]                              |
| 2018/19 | Klasa A (grupa Łódź I)              | 14/14                               | 9                                   | 28:140                              | [ 15 ]                              |
| 2019/20 | Klasa A (grupa Łódź I)              | 14/14                               | 4                                   | 12:74                               | [ 16 ]                              |
| 2020/21 | Klasa A (grupa Łódź I)              | 7/11                                | 20                                  | 32:52                               |                                     |
| 2021/22 | Klasa A (grupa Łódź I)              | 9/13                                | 30                                  | 51:49                               |                                     |
| 2022/23 | Klasa A (grupa Łódź I)              | 10/11                               | 17                                  | 31:57                               |                                     |
| 2023/24 | Klasa A (grupa Łódź I)              | 14/14                               | 9                                   | 26:106                              | spadek                              |
| 2024/25 | Klub nie brał udziału w rozgrywkach | Klub nie brał udziału w rozgrywkach | Klub nie brał udziału w rozgrywkach | Klub nie brał udziału w rozgrywkach | Klub nie brał udziału w rozgrywkach |

| Oznaczenie kolorami |
| ------------------- |
| II poziom ligowy    |
| III poziom ligowy   |
| IV poziom ligowy    |
| V poziom ligowy     |
| VI poziom ligowy    |
| VII poziom ligowy   |
| VIII poziom ligowy  |

## Zawodnicy
Sekcja obecnie skupia jedynie drużyny młodzieżowe. W przeszłości grało w niej wielu znanych piłkarzy, w tym byli reprezentanci kraju – Mirosław Bulzacki, Leszek Jezierski, Władysław Soporek oraz wychowanek klubu Marcin Zając.